# 黃斑綠菇
黃斑綠菇（學名：Russula crustosa），俗稱硬皮紅菇（crusty russula），是一種擔子菌門真菌，隸屬於俗稱脆褶（Brittlegill）的紅菇屬。這種真菌廣泛地分佈於亞洲和北美洲，呈綠色，且是一種受歡迎的食材。

## 分類
藍黃紅菇最早是由美國真菌學家查爾斯·霍頓·佩克於1886年描述的，其學名即為現名。其學名中的源自拉丁文，意思是「有著果皮」。而其俗稱則包括「硬皮紅菇」、「綠被子紅菇」和“綴滿紅菇”。

## 描述
黃斑綠菇的菌蓋直徑約為 5–12.5厘米（2–4.9英寸），呈綠色，且白色的邊緣上有著綠色的斑塊。起初呈凸面狀，但隨著年齡增加會漸漸變成扁平狀或更陷狀。其菌柄高3–9厘米（2–4.9英寸），厚1.2–2.5厘米（0.5–1英寸），穩固，呈白色或淡黃色，且隨著年齡增加會變成空心的。其菌褶呈白色、奶油色或淡黃色，它們之間的間距不大，且子實層是自由下垂的。其孢子印呈白色，而其擔孢子的大小則為6–9 x 5.5–7微米。其菌肉並沒有任何氣味，且有著溫和的味道。

### 類似物種
變綠紅菇（Russula virescens）與黃斑綠菇相似，且經常被人混淆，迄今未有明確定論。

## 分佈及生境
黃斑綠菇廣泛地分佈於亞洲和北美洲，並且主要在闊葉林和混合林中出現。這種真菌通常在闊葉樹下生長，尤以橡木和山核桃為最。這種真菌是以外生菌根的方或依附著闊葉樹生長，且主要在6月和12月期間出現。大蕈蟲科的棱角大蕈蟲會進食這種真菌的子實體。
在北美洲，這種真菌非常常見，且廣泛地分佈在美國東南部。在亞洲，多個國家有這種真菌出現的紀錄，其中包括中國、印度、馬來西亞和泰國。

## 可食性
黃斑綠菇味道溫和而可口，且較為常見，因此成為一種受歡迎的食材。